# Michael Wickmann

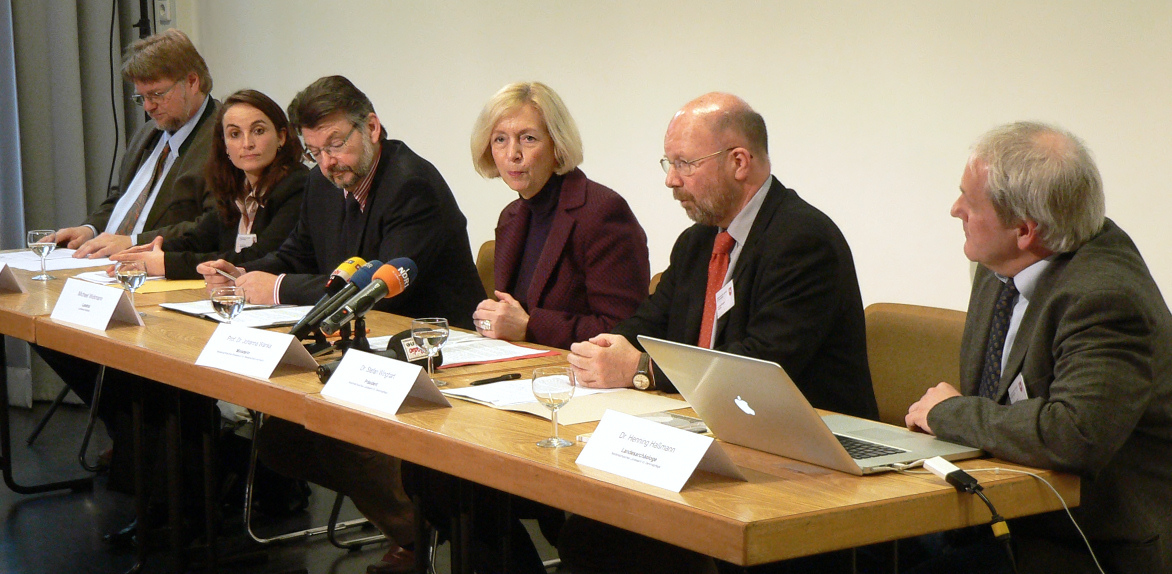
Michael Wickmann (3.v.l.) auf einer Pressekonferenz im Januar 2012

Michael Wickmann (* 2. Februar 1952) ist ein deutscher Kommunalpolitiker der SPD. Er war von 2002 bis 2015 hauptamtlicher Landrat des Landkreises Northeim.

## Werdegang

### Ausbildung und Beruf
Wickmann absolvierte zunächst eine Ausbildung zum Verwaltungsfachangestellten und später zum Diplom-Verwaltungswirt. Anschließend arbeitete er beim Landkreis Göttingen. 1991 wechselte er als Leiter des Amtes für öffentliche Sicherheit und Ordnung und stellvertretender Dezernent zum Landkreis Eichsfeld. Nebenberuflich war er als Dozent an der Fachhochschule Hildesheim, der Europa-Akademie Eichsfeld sowie der Thüringer Verwaltungsschule Weimar tätig.

### Kommunalpolitik
Wickmann war von 1991 bis 1996 Mitglied des Ortsrates in Hevensen, bevor er 1996 in den Kreistag des Landkreises Northeim gewählt wurde. Von 1996 bis 2001 war er zudem Ratsherr und 2. stellvertretender Bürgermeister der Stadt Hardegsen. 1998 übernahm Wickmann, der seit 1972 Mitglied der SPD ist, den Fraktionsvorsitz im Kreistag. Im November 2001 wurde er vom Kreistag zum ehrenamtlichen Landrat und Nachfolger von Axel Endlein gewählt.
Bei der ersten Direktwahl eines hauptamtlichen Landrats am 21. April 2002 konnte er 51,7 % der Wählerstimmen auf sich vereinigen. Mit der Wahl wurden, entsprechend der Reform des Niedersächsischen Kommunalverfassungsrechts von 1996, die beiden bisherigen Funktionen ehrenamtlicher Landrat und Oberkreisdirektor durch die des hauptamtlichen Landrats ersetzt. Am 1. Mai 2002 trat Wickmann sein Amt offiziell an. Die ursprünglich auf den 31. Oktober 2011 terminierte Amtszeit wurde per Kreistagsbeschluss im Januar 2011 um zwei Jahre verlängert. Hintergrund waren die laufenden Fusionsverhandlungen Wickmanns mit den benachbarten Landkreisen Göttingen und Osterode am Harz über die Bildung eines neuen Großkreises in Südniedersachsen. Wickmann hatte die Fusionsgespräche im Februar 2013 schließlich für gescheitert erklärt und ein entsprechendes Votum, die Verhandlungen abzubrechen, an den Kreistag abgegeben. Dieser folgte Wickmanns Empfehlung auf einer Kreistagssitzung mit einem Mehrheitsbeschluss, so dass die Fusionsverhandlungen im April offiziell für beendet erklärt wurden.
Die folgende Landratswahl gewann Wickmann am 6. Oktober 2013 mit 51,9 % in der Stichwahl gegen Bernd von Garmissen (CDU) bei einer Wahlbeteiligung von 39 %. Mit Wirkung zum 1. September 2015 wurde er aus gesundheitlichen Gründen auf eigenen Wunsch in den Ruhestand versetzt.